# Валько, Андрей Андреевич
Андре́й Андре́евич Валько́ (1886, Михайловка — 29 сентября 1942, Краснодон) — советский хозяйственный деятель, подпольщик во времена Великой Отечественной войны.

## Биография
Родился в 1886 году в селе Михайловка (ныне Перевальский район, Луганская область, Украина), по другим данным, — на Жиловском руднике, в семье потомственного шахтёра. Окончил начальную школу Славяносербске. С шестнадцати лет трудился на Родаковском руднике. В конце 1904 года был призван службу в Русскую императорскую армию. С сентября 1907 года по август 1909 года работал на Жиловском руднике — запальщиком, позднее — десятником. Во время Первой мировой войны был призван в действующую армию, проходил службу в городе Феодосии.
В марте 1917 года вступил в партию большевиков. В декабре 1918 года был призван в ряды Рабоче-крестьянской Красной армии. В 1919 году был демобилизован как квалифицированный горный работник, работал на Белянских копях. С 1921 по 1931 годы работал на шахтах Сорокинского рудоуправления в Краснодоне. С 1931 года — на Ленских золотых приисках, сперва на должности заместителя директора и управляющего лесной промышленностью в городе Бодайбо, затем — в качестве директора Нерчинско-Заводского управления. В феврале 1934 года вернулся в качестве управляющего в Сорокинское рудоуправление, вплоть до 1942 года руководил различными шахтами.
После начала Великой Отечественной войны, в декабре 1941 года был эвакуирован вместе со своей семьёй в город Бер-Чогур Казахской ССР, однако в 1942 году вернулся в Краснодон. После занятия города войсками Нацистской Германии, проводил акты саботажа против оккупационных властей. Вместе с Григорием Ильичём Шевцовым подготовил и осуществил взрыв шахты № 22. Был арестован, а 29 сентября 1942 года казнён, после чего похоронен в братской могиле в числе 32 шахтёров.

## В культуре
Подвиг Валько был описан Александром Фадеевым в романе «Молодая гвардия». В 1972 году в Украинской ССР вышла открытка с изображением Андрея Валько (Художники Ю. Карачик и М. Балишак).

## Награды
- Орден Отечественной войны I степени (посмертно, 20 мая 1965) — за выдающиеся заслуги в организации и руководство коммунистическим подпольем города Краснодона, мужества и отвагу, проявленные в борьбе против немецко-фашистских захватчиков в период Великой Отечественной войны 1941-1945 гг